# Морковы
Морковы (Марковы) — несколько русских дворянских родов.
В Гербовник внесены три фамилии этого имени:
1. Морковы, потомство Ивана Ивановича Моркова, бывшего новгородским посланником в Москву в 1477 году. Сюда принадлежат графы Морковы (Герб. Часть I. № 60).
2. Сидор Михайлович Марков (потомство выехавшего из Литвы Антифиля), за Московское осадное сидение (1607-1610) пожалованный поместьем, потомок которого Сидор Михайлович Марков от царя Михаила Фёдоровича пожалован поместьем (1620) (Герб. Часть VII. № 47).
3. Марковы, потомство Никона Маркова, владевшего поместьем в 1645 году (Герб. Часть X. № 55)[1].

К одному из этих родов принадлежали три известных в конце XVIII века брата — Аркадий (фактический глава внешнеполитического ведомства), Николай и Ираклий (генералы). По ходатайству Аркадия император Священной Римской империи в 1796 г. сделал всех троих потомственными графами.

## Дворяне Морковы
Сведения об этом роде до XVIII века обрывочны:
- Морков Иван Иванович — новгородский посланник в Москве (1477) (вместе с Фёдором Калитиным и Григорием Совкиным).
- Марковы Яков и Моисей — упоминаются в земельных книгах Вотской пятины (1499).
- Морковы: Давид, Пётр, Кильдеяр и Меньшик Ивановы — суздальские городовые дворяне получили от царя Иоанна Васильевича поместья под Москвой (октябрь 1550).
- Морков Иван Яковлевич — посланник к крымскому хану (1578).
- Морков Серапион — старец владимирского Рождественского монастыря подписался за избрание на трон Бориса Годунова (1598).
- Морков Степан Иванович — стряпчий (1682).
- Морковы: Никифор и Борис Ивановичи, Андрей Нехорошев, Иван Андреевич — московские дворяне (1680-1692).
- Морков Данило Павлович — стольник во времена Петра Первого[2].
- Марков, Евгений Иванович (или Морков, 1769—1828) — генерал-лейтенант.

В 1699 году 34 поместья числились во владении Морковых и Марковых различных родов.

## Графы Морковы
У Ивана Никифоровича Моркова и его жены Прасковьи Фёдоровны (урожд. Кутузовой) было трое сыновей, которым из уважения к заслугам дипломата Аркадия Ивановича император Франц II пожаловал графский титул.
Указом, датированным 22 мая (2 июня) 1796 года в Вене, член тайного совета Аркадий, генерал-майор Николай и генерал-майор (впоследствии генерал-лейтенант) Ираклий Морковы с их потомками были возведены в достоинство графов Священной Римской империи.

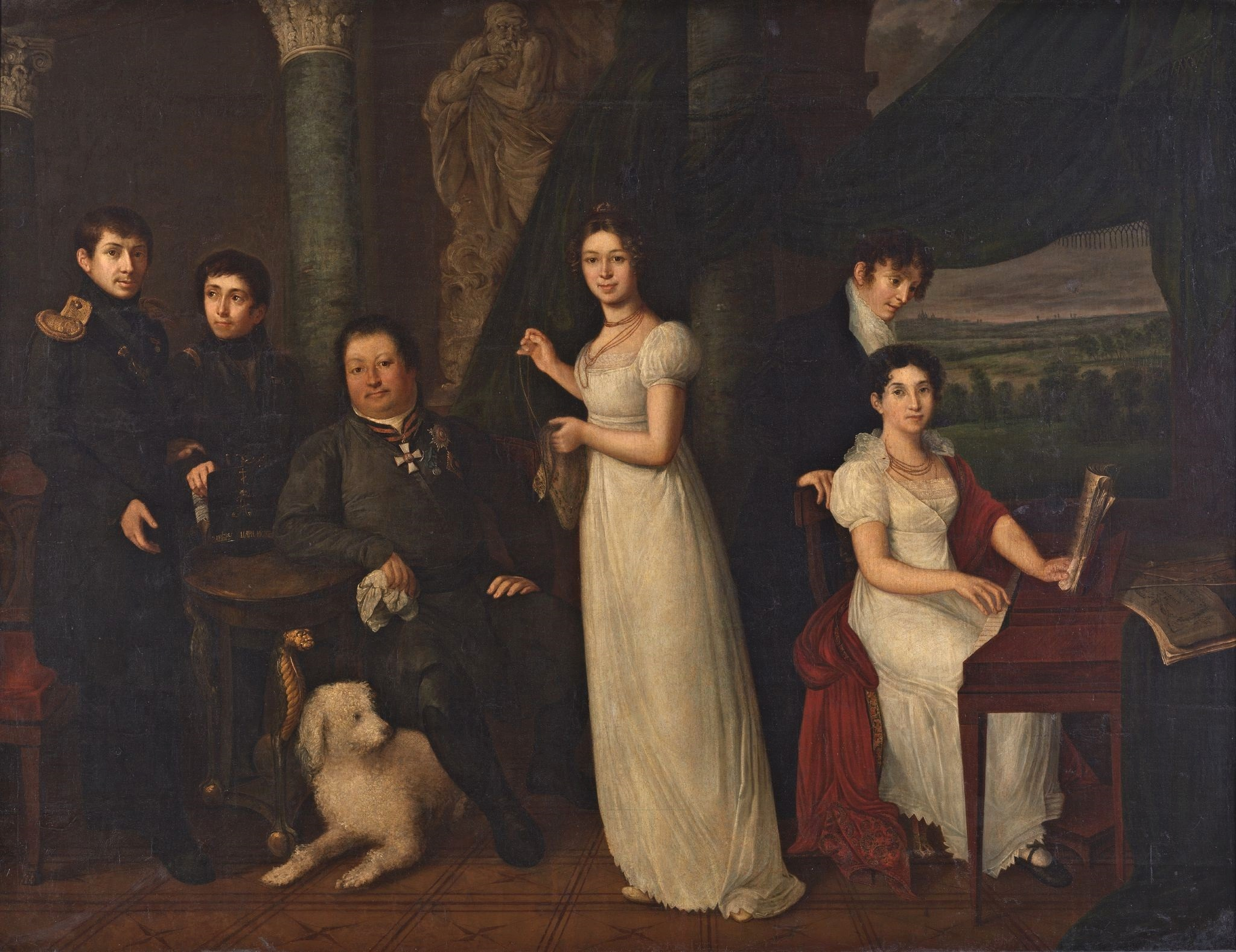
В. А. Тропинин. Семейный портрет графов Морковых, 1813: Ираклий Иванович Морков, его сыновья Ираклий Ираклиевич и Николай Ираклиевич, дочери Наталия Ираклиевна, Вера Ираклиевна и её учительница музыки Боцигети—младшая

Императорским указом 1796 года им было разрешено носить графский титул Священной Римской империи в России; это право было подтверждено правительствующим сенатом 29 апреля 1849 года. Внесены в 5-ю часть родословных книг Московской и Подольской губерний.
Аркадий Иванович Морков, владетель местечка Летичева, был холост и прямых наследников не имел. Его воспитаннице Варваре в 1801 году было позволено унаследовать графский титул и состояние отца. Мужем её был князь Сергей Яковлевич Голицын.

## Описание гербов

#### Герб. Часть VII. № 47.
Герб потомства выехавшего из Литвы Антифиля: щит разделён на четыре части, из которых в первой части, в красном поле, изображён до половины вылетающий белый одноглавый орёл с распростёртыми крыльями и под ним, в голубом поле, золотой крест, означенный над серебряной подковою шипами вниз обращённой (польский герб Побог). Во второй части, в золотом поле, видна выходящая из облака в латы облачённая рука с саблей (польский герб Малая Погоня). В третьей части, в серебряном поле, находятся башня красного цвета с пятью зубцами. В четвёртой части, в голубом поле, видны три серебряные стрелы, летящие вниз сквозь золотую полосу. Щит увенчан дворянским шлемом и короной с тремя страусовыми перьями. Намёт на щите голубой, подложенный серебром. Щитодержатели: два льва.

#### Герб. Часть X. № 55.
Герб потомства Никона Маркова: щит разделён на четыре части, из которых в первой и четвертой частях, в голубом поле, изображена от правого верхнего угла к левому нижнему серебряная река (польский герб Дружина). Во второй части, в золотом поле, из облака выходящая рука, облачённая в латы и держащая поднятый вверх меч. В третьей части, в красном поле, три стрелы, вверх обращённые. Щит увенчан дворянским шлемом и короной с тремя страусовыми перьями. Намёт на щите голубой и золотой, подложен золотом и красным.